# سحلب قردي
السحلب القردي (باللاتينية: Orchis simia) نوع نباتي ينتمي إلى جنس السحلب من الفصيلة السحلبية.
اكتسب اسمه من شكل بتلته المفتوحة التي تشبه القرد.

## الموئل والانتشار
موطن هذا النوع بلاد الشام والمغرب العربي وتركيا والقوقاز وكل مناطق أوروبا.

## مرادفات للاسم العلمي
- (باللاتينية: Orchis linearis Tourlet)
- (باللاتينية: Orchis militaris Sm.)
- (باللاتينية: Orchis militaris var. simia (Lam.) Gaudin)
- (باللاتينية: Orchis simia f. brevidens Rouy)
- (باللاتينية: Orchis simia var. cercopitheca Georgi)
- (باللاتينية: Orchis simia var. laxiflora Boiss.)
- (باللاتينية: Orchis simia f. rotundilobus Cortesi)
- (باللاتينية: Orchis simia subsp. simia )
- (باللاتينية: Orchis smithii Sweet)
- (باللاتينية: Orchis tephrosanthos Vill.)
- (باللاتينية: Orchis zoophora Thuill.)
- (باللاتينية: Strateuma militaris Salisb.)